# Surmové

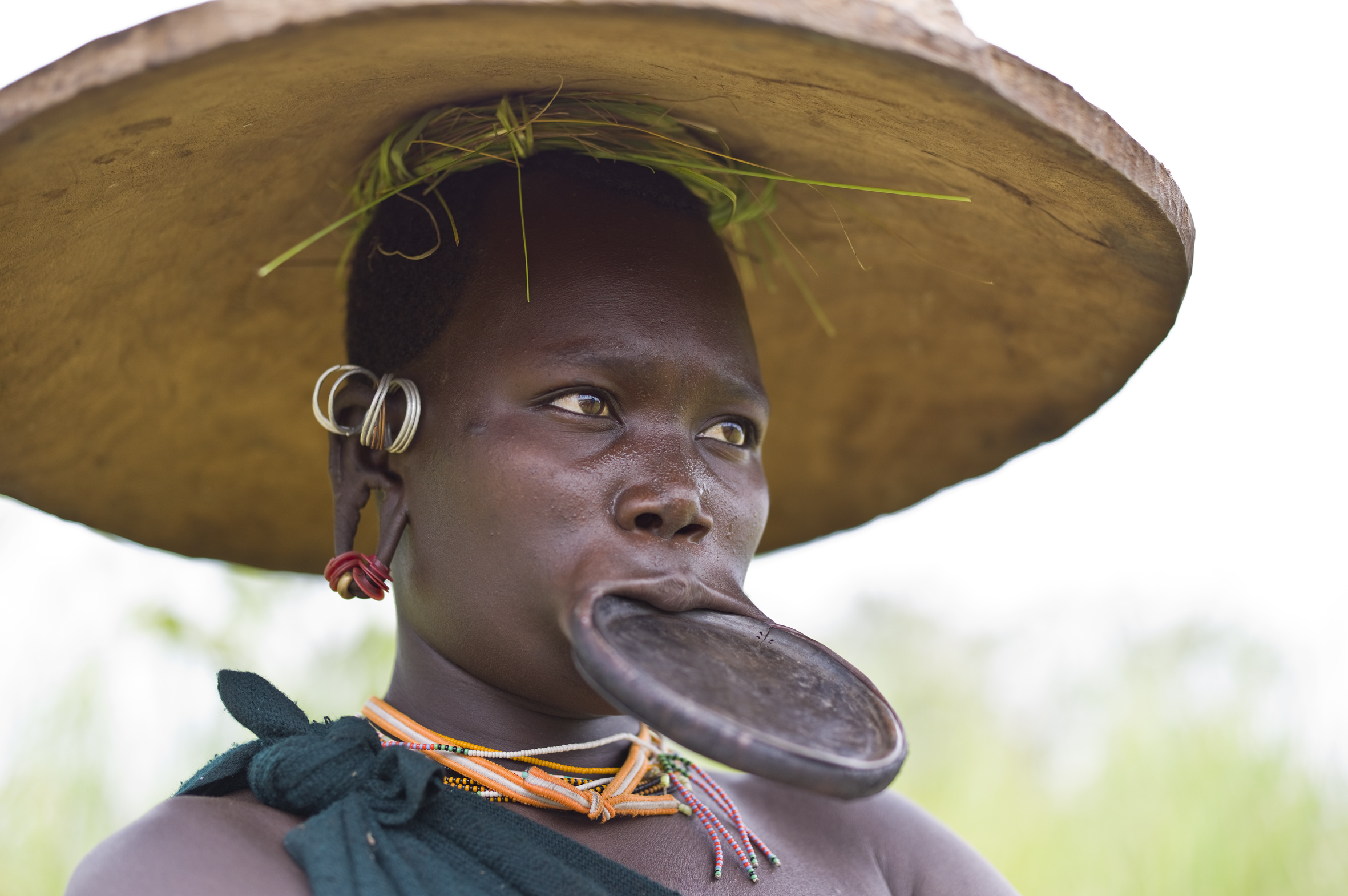
Surmská žena s kotoučem ve rtu

Surmové patří k nejpůvodnějším etnickým skupinám v Etiopii. Sami vehementně popírají jakoukoli příbuznost s kmeny Mursi a Meen, a to navzdory skutečnosti, že mají podobné zvyky a mluví stejným jazykem. Surmové žijí usazeni v izolované a těžko přístupné oblasti poblíž řeky Omo. Jejich přesný počet není znám.

## Historie
Říká se, že Surmové přicházeli z východu, směrem k Akobo. Odtud část kmene, která se nazývala Meyun, putovala dál na jih. Zbytek kmene překročil hranice a nakonec se usadil jako Koma. Surmové byli sužování ostatními kmeny, jako například Amhara a Tirma. To přinutilo velkou část populace k připojení ke skupině Meyun kolem roku 1890 a poté kolem roku 1925 se přesídlili na plošinu Boma.

## Způsob života
Surmové žijí ve vesnicích složených z chýší a většinou zahrnují 40 až 2500 obyvatel. Jejich hospodářství je převážně pasteveckého charakteru, ale zabývají se i lovem, sběrem plodů a pěstováním kukuřice, fazolí a čiroku. Zvěř loví ve skupinách s pomocí cvičených psů. Surmové používají čirok na výrobu alkoholického nápoje zvaného borday, který popíjejí tradičně při pohřebních slavnostech.
Za symbol bohatství, urozenosti a společenského postavení jsou považovány krávy. Prodej zlata, kterého je v oblasti poměrně dost, umožňuje nákup dalších zvířat. Surmové objevili, že zlato lze také použít k nákupu střelných zbraní a munice z nedalekého Súdánu. Zbraně usnadnili získávání zvířectva a narostl počet nájezdů na odvěké nepřátele, Nyangatomy. Se svým jižním sousedem jsou Surmové ve válkách už asi dvacet let.
Společnost Surmů je organizovaná do klanů na principu věkových kategorií. Klan je charakterizován vnitřní solidaritou. Ve velké uctě jsou stařešinové a jejich názory. Řídí shromáždění a mají na nich vždy poslední slovo. Surmové však nemají vůdce jako takové. Základní jednotkou společnosti je rodina (manželka a děti). Muži, zpravidla polygamní, vykonávají své úkoly daleko od domova. Jejich úkolem je starat se o zvířectvo a obranu země. Ženy se starají o vše ostatní kolem domácnosti. Děti začínají pomáhat s chováním dobytka zhruba kolem osmi let.

## Náboženství
„Tam nahoře v hlubinách tmavomodrého nebe je Tumu, nejvyšší Bůh-Pán deště, který náhle zaplní vyprahlá koryta řeky, vleje do polí nový život a poskytne žíznícím zvířatům úlevu.“ (Giovanni Giansanti)
Tumu je vzdálený a tajemný, nejsou mu adresovány písně ani modlitby, ani ho nelze po smrti poznat, ta je koncem všeho. Surmové vědí, že musí den po dni zvládat sami. Ani islám, ani křesťanství neměly na jejich pragmatické pojetí lidské existence žádný vliv. Surmové věří v dobré a zlé duchy ve zvířatech, stromech a horách.

## Kultura a zvyky
Velmi nápadným znakem jejich kultury je zvyk vsazování hliněného kotouče do spodního rtu jako znak kmenové identity a ozdoba. Je to také užitečný prostředek sdělující velikost věna, jaké zaplatila ženichova rodina rodině nevěsty. Velikost kotouče je přímo úměrná počtu dobytka, jenž je používán jako platba.
Dalším zvykem je iniciační rituál, který zahrnuje obřízku, nošení oštěpu, dřevěného nebo koženého štítu a podkovovitého nárameníku s nožem. Kandidáti také dostávají podřadnou práci od stařešinů, musí hladovět a někdy bývají dokonce bičování, dokud nezačnou krvácet. Rituál se v určitých podobách opakuje co dvacet nebo třicet let.
Další charakteristický znak kultury Surmu je zdobení těla pomocí barev získaných z vápna a okru rozpuštěného ve vodě, nanášených prsty. Účel je především estetický. Dívky si také často zdobí tělo vpichy, které rozříznou žiletkou a po zacelení rány jim zůstává jizva. Muži toto zdobení používají k zastrašení nepřítele. Na pravou ruku si vypichují rány za zabité muže a na levou za ženy.
Nejpozoruhodnější slavností kultury Surmů je boj pomocí donga (hole). Tento sport (rituál) je velice nebezpečný a bojovníci mohou i zemřít. Přeborníci z různých vesnic se scházejí na domluvených místech, kde celé hodiny bojují holemi vyřezanými na jednom konci do tvaru penisu. Cílem boje je poslat protivníka k zemi, přičemž jediným pravidlem je, že není dovoleno zabíjet. Na konci tohoto krvavého boje je vítěz předveden před mladé dívky a ty se dohodnou, která si vítěze vezme za muže.
Dnes do oblasti Surmů přichází stále více dychtivých fotografů a turistů, kteří svým počínáním přispívají k rozpadu kultury Surmů.